# Graphidastra
Graphidastra är ett släkte av svampar. Graphidastra ingår i familjen Roccellaceae, ordningen Arthoniales, klassen Arthoniomycetes, divisionen sporsäcksvampar och riket svampar.
|              | Enterographa                        |
|              |                                     |
|              | Hubbsia                             |
|              |                                     |
|              | Opegrapha                           |
|              |                                     |
|              | Peterjamesia                        |
|              |                                     |
|              | Lecanactis                          |
|              |                                     |
|              | Dirina                              |
|              |                                     |
|              | Chiodecton                          |
|              |                                     |
|              | Angiactis                           |
|              |                                     |
|              | Syncesia                            |
|              |                                     |
|              | Lecanographa                        |
|              |                                     |
| Graphidastra | \| \| Graphidastra laii \| \| \| \| |
|              | \| \| Graphidastra laii \| \| \| \| |
|              | Cresponea                           |
|              |                                     |
|              | Bactrospora                         |
|              |                                     |
|              | Austrographa                        |
|              |                                     |
|              | Schismatomma                        |
|              |                                     |
|              | Dictyographa                        |
|              |                                     |
|              | Sigridea                            |
|              |                                     |
|              | Sclerophyton                        |
|              |                                     |
|              | Roccellina                          |
|              |                                     |
|              | Roccella                            |
|              |                                     |
|              | Phacographa                         |
|              |                                     |
|              | Schizopelte                         |
|              |                                     |
|              | Dendrographa                        |
|              |                                     |
|              | Graphidastra laii                   |
|              |                                     |

|  | Graphidastra laii |
|  |                   |